# Bodo Rudwaleit
Bodo Rudwaleit (Berlim, na antiga Berlim Oriental, 3 de Agosto de 1957) é um ex-futebolista profissional alemão que atuava como goleiro, medalhista de prata olímpico em Moscou 1980.

## Ligações Externas
- Perfil na Sports Reference